# I Know What I Like (In Your Wardrobe)
I Know What I Like (In Your Wardrobe) è un singolo del gruppo musicale britannico Genesis, l'unico estratto dal quinto album in studio Selling England by the Pound e pubblicato nel febbraio 1974.

## Descrizione
Seconda traccia dell'album, I Know What I Like (In Your Wardrobe) è una sorta di ballata caratterizzata da sonorità esotiche e in minima parte psichedeliche. Il testo parla invece di un ragazzo nullafacente che deve trovare un lavoro.
Il singolo fu inoltre il primo nella carriera del gruppo ad entrare nella classifica britannica dei singoli, nella quale raggiunse la 21ª posizione.

## Tracce
Testi e musiche dei Genesis.
7" (Giappone, Nuova Zelanda, Regno Unito, Stati Uniti)
- Lato A

1. I Know What I Like (In Your Wardrobe) – 4:08

- Lato B

1. Twilight Alehouse – 7:48

7" (Portogallo)
- Lato A

1. I Know What I Like (In Your Wardrobe) – 4:08

- Lato B

1. More Fool Me

## Formazione
- Peter Gabriel – voce, flauto
- Steve Hackett – chitarra
- Mike Rutherford – basso
- Tony Banks – tastiera
- Phil Collins – batteria, voce

## Classifiche
| Classifica (1974) | Posizione massima |
| ----------------- | ----------------- |
| Regno Unito       | 21                |